# Frontières du Royaume-Uni

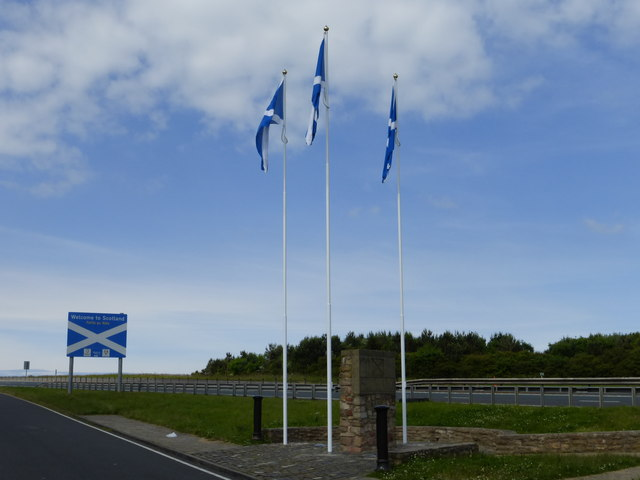
Frontière entre l'Écosse et l'Angleterre

Cet article recense les frontières du Royaume-Uni et ses particularités territoriales.

## Caractéristiques

### Territoire
Le territoire du Royaume-Uni comprend les ensembles suivants :
- les îles Britanniques :
  - l'Angleterre, l'Écosse et le Pays de Galles sur l'île de Grande-Bretagne
  - l'Irlande du Nord sur l'île d'Irlande
  - les îles proches, dont :
    - Wight, les îles Sorlingues, les îles Furness pour l'Angleterre
    - Anglesey, Holy Island, Caldey pour le Pays de Galles
    - les Hébrides, les Orcades, les Shetland, Rockall pour l'Écosse
    - Rathlin, les îles Copeland, Canon Rock pour l'Irlande du Nord
- Akrotiri et Dhekelia (bases militaires sur l'île de Chypre, sous statut militaires)
- Anguilla et îles Vierges britanniques (dans les Caraïbes)
- l'île de l'Ascension (dans l'océan Atlantique sud)
- les îles Bermudes (dans l'océan Atlantique nord)
- les îles Caïmans (dans les Caraïbes)
- la Géorgie du Sud-et-les Îles Sandwich du Sud (dans l'océan Atlantique sud)
- Gibraltar (au nord du détroit homonyme)
- les îles Malouines (dans l'océan Atlantique sud)
- Montserrat (dans les Caraïbes)
- les îles Pitcairn (dans l'océan Pacifique)
- l'île Sainte-Hélène (dans l'océan Atlantique sud)
- le Territoire britannique de l'océan Indien
- l'île Tristan da Cunha (dans l'océan Atlantique sud)
- les Îles Turks-et-Caïcos (dans les Caraïbes)

Ces ensembles sont des fragments territoriaux distincts : il est impossible de se rendre de l'un à l'autre par terre ou mer sans passer par un territoire sous la souveraineté d'un autre pays ou par les eaux internationales
Les îles Anglo-Normandes et l'île de Man ne font pas partie du Royaume-Uni au sens strict (il s'agit de dépendances de la couronne britannique, quasi indépendantes), mais sont souvent incluses dans cette liste par commodité.

### Frontières
Le Royaume-Uni possède une frontière terrestre avec les pays suivants :
- Chypre (avec Akrotiri et Dhekelia)
- Espagne (1,2 km, avec Gibraltar)
- Irlande (360 km, avec l'Irlande du Nord)

En outre, une frontière partage le tunnel sous la Manche entre la France et le Royaume-Uni.
Il existe également des frontières maritimes (eaux territoriales, zone économique exclusive, etc.) entre le Royaume-Uni et les pays suivants :
- Allemagne
- Antigua-et-Barbuda (Anguilla, Montserrat et îles Vierges britanniques)
- Argentine (îles Malouines)
- Bahamas (Îles Turks-et-Caïcos)
- Belgique
- Chypre (bases d'Akrotiri et Dhekelia)
- Cuba (îles Caïmans)
- Danemark
- Espagne (Gibraltar)
- États-Unis (Anguilla et îles Vierges britanniques)
- France (îles britanniques, îles Anglo-Normandes, Anguilla, Montserrat, îles Pitcairn et îles Vierges britanniques)
- Haïti (Îles Turks-et-Caïcos)
- Honduras (îles Caïmans)
- Irlande
- Jamaïque (îles Caïmans)
- Maldives (territoire britannique de l'océan Indien)
- Norvège
- Pays-Bas (îles britanniques, Anguilla et îles Vierges britanniques)
- République dominicaine (Îles Turks-et-Caïcos)
- Saint-Christophe-et-Niévès (Montserrat)
- Venezuela (Montserrat)

## Différends territoriaux
Le Royaume-Uni connaît quelques différends frontaliers, en particulier en Amérique du Sud avec l'Argentine.
- L'île Maurice et les Seychelles revendiquent l'archipel des Chagos, partie du territoire britannique de l'océan Indien.
- L'Argentine revendique les îles Malouines et la Géorgie du Sud-et-les Îles Sandwich du Sud. L'invasion argentine des îles Malouines en 1982 a par ailleurs donné lieu à la guerre des Malouines.
- L'Espagne revendique Gibraltar (litige suspendu depuis le référendum sur un condominium hispano-britannique).
- Le Danemark, l'Irlande et l'Islande contestent la souveraineté britannique sur Rockall.
- L'Irlande, l'Islande et le Royaume-Uni contestent les revendications danoises sur l'extension du plateau continental des îles Féroé au-delà de 200 milles nautiques.
- Enfin, les revendications territoriales britanniques en Antarctique (Territoire britannique de l'Antarctique) ont été gelées par la signature du traité sur l'Antarctique en 1959.

## Autres particularités
- La base britannique de Dhekelia contient plusieurs enclaves chypriotes : 
  - les villages d'Ormídia et Xylotýmvou
  - la centrale électrique de Dhekelia appartient également à Chypre, mais est entourée par la base britannique. Elle est même divisée en deux par une route sous souveraineté britannique.